# Christopher Howard jr
Christopher Howard jr (Gainesville, 18 aprile 1997) è un giocatore di football americano statunitense, che gioca come quarterback per i Galo Futebol Americano.